# Tom Lund
Tom Lund   (Lillestrøm, 10 de setembre de 1950) és un exfutbolista noruec de la dècada de 1970.
Fou 47 cops internacional amb la selecció noruega.
Pel que fa a clubs, defensà els colors de Lillestrøm, durant tota la seva carrera.
Posteriorment fou entrenador a Lillestrøm.